# Aedes scanloni
Aedes scanloni är en tvåvingeart som beskrevs av Bianca L. Reinert 1970. Aedes scanloni ingår i släktet Aedes och familjen stickmyggor.
Artens utbredningsområde är Thailand. Inga underarter finns listade i Catalogue of Life.